# Paraloup
Paraloup (significa "Al riparo dai lupi" in occitano) è una borgata alpina situata a 1360 m nel comune di Rittana, in provincia di Cuneo, in Valle Stura.
La Borgata ha accolto per secoli pastori e greggi e, durante la Resistenza, è stata sede del primo nucleo della banda partigiana Italia libera dalla quale nacquero le Brigate Giustizia e Libertà, alla quale appartenevano tra gli altri, Duccio Galimberti, Dante Livio Bianco, Giorgio Bocca e Nuto Revelli.
Oggi Paraloup è un centro culturale e sociale.

## Origini del nome
Secondo la tradizione locale, il nome di questa borgata vuol dire difesa dai lupi.

## Storia
La borgata nasce come pascolo estivo per il bestiame, ma a partire dal settembre 1943 la borgata divenne sede operativa della banda partigiana Italia libera, distaccamento delle Brigate Giustizia e Libertà guidata da Duccio Galimberti. Successivamente, nel secondo dopoguerra Paraloup continua ad essere utilizzata come pascolo estivo, sino al definitivo abbandono nel 1963.
 Infine, nel 2006 inizia il progetto di recupero della borgata, trasformandola in centro culturale e sociale.

### Dal Settecento ai primi del Novecento
La borgata nasce verosimilmente nel Settecento, assieme alla maggior parte delle altre borgate di Rittana: risulta tuttavia difficile individuare una cronologia specifica, dal momento che le fonti disponibili mostrano la tendenza a riferirsi a Paraloup ed alla vicina borgata Gorré utilizzando solo il nome di quest’ultima.
Per tutto il Settecento e sino alla fine dell’Ottocento a Paraloup risiedono stabilmente circa trenta persone, tutte contraddistinte dal cognome Goletto, cui spetta l’incarico di fornire l’acqua al territorio circostante. I terreni della borgata, stando alle testimonianze degli abitanti, sarebbero stati molto ambiti, garantendo pascoli e fieno sino ad autunno inoltrato.
A partire dagli anni Venti del Novecento, tuttavia, comincia a registrarsi un crescente flusso di emigrazione, rivolta sia verso la Francia che verso le borgate più a valle. Con gli anni Trenta, la borgata si converte definitivamente in alpeggio, venendo abitata nella sola stagione estiva.

### La Resistenza
(Nuto Revelli, "Il mondo dei vinti")
Nella confusione che segue l’8 settembre, un gruppo di dodici antifascisti si riunisce intorno alla figura di Duccio Galimberti, con l’intenzione di proseguire la guerra contro gli occupanti. Dopo aver ricevuto ripetuti rifiuti da parte delle autorità militari, i dodici decidono di organizzarsi autonomamente. Dopo aver costituito una cassa comune per il proprio mantenimento, la neocostituta banda Italia Libera si trasferisce a Valdieri, in Valle Gesso, e di lì il giorno successivo stabilisce la propria sede nella chiesa di Madonna del Colletto. La località si rivela però presto poco difendibile e quindi, tra il 19 ed il 20 settembre, i dodici decidono di trasferirsi a Paraloup, la cui collocazione geografica permette un maggiore controllo sulle valli circostanti. A metà novembre la banda si sposta nuovamente, a San Matteo in Valle Grana, relegando la borgata a funzione di deposito.
A seguito dei combattimenti del 12 e 13 gennaio 1944, tuttavia, le basi in Valle Grana sono perse e la banda si vede costretta a ritornare a Paraloup, dove si tratterrà per i due mesi successivi. Inizia allora una nuova stagione propulsiva, culminata con la trasformazione in Gruppo bande Italia Libera: la borgata diventa così centro di reclutamento, di addestramento militare e di "filiazione" in nuove bande. 
Il nucleo originario della banda era composto da persone dalla provenienza più disparata, accomunate solo dal proprio senso civico e politico; solo più tardi vi si aggiunsero ex-militari, tra i quali Nuto Revelli (nel febbraio 1944). Anche in ragione di ciò, l’esperienza di Paraloup rappresentò in primo luogo un laboratorio di democrazia, libero (quantomeno nelle intenzioni dei suoi fondatori) dall’inquadramento militaresco di altre formazioni, nel quale progettare un’Italia e un’Europa nuove.
Nel secondo dopoguerra Paraloup continua ad essere utilizzata come pascolo estivo da parte degli abitanti delle frazioni vicine, ma la cattiva condizione dei collegamenti rendono sempre più difficili i trasferimenti, sino al definitivo abbandono nel 1963.

## Abbandono e recupero
Il 25 aprile 2006 il regista Teo De Luigi, durante la proiezione di un film documentario al Real Castello di Verduno, lancia per primo la proposta di recuperare Paraloup, oramai in rovina. L’appello di De Luigi viene presto raccolto dalla Fondazione Nuto Revelli che, tra il 2006 e il 2008, acquista le baite della borgata e comincia i primi rilievi con l’obiettivo di farne un luogo di memoria della guerra partigiana e della vita contadina. Tale progetto è stato realizzato da un gruppo di architetti formatosi intorno al costruttore Aldo Barberis, composto da Giovanni Barberis, Valeria Cottino, Dario Castellino e Daniele Regis.
A partire dal 2012 i ruderi sono stati messi in sicurezza e consolidati attraverso iniezioni di cemento. Le integrazioni, invece, sono state realizzate con materiali a contrasto: legno di castagno non trattato, destinato ad inscurirsi naturalmente con il tempo,  per le pareti, e lamiera per i tetti. Grande importanza è stata riservata infine al tema della sostenibilità ambientale, attraverso l’installazione di pannelli solari e il ricorso ad isolanti ad alta efficienza.
Nel 2018 la borgata è stata dotata di un teatro in legno all’aperto, con capienza di 190 posti, realizzato nell’ambito del progetto europeo Migraction, co-finanziato sul programma Interreg Alcotra Italia-Francia 2014-2020.
Nel 2020 è stato infine inaugurato il Museo dei racconti, volto a dare voce agli abitanti della montagna di ieri e di oggi. Il museo offre una sala esposizioni temporanee e una mostra interattiva permanente, Le stagioni di Paraloup, dedicata alla storia di Paraloup e dei suoi abitanti.
La Borgata si compone attualmente di:
- un Teatro all’aperto[8];
- il Museo dei Racconti e il laboratorio “Anello forte”[9].
- Baita Perona - accoglienza e installazioni artistiche specifiche[10];
- Baita Ristoro - bar e ristorante[11];
- Baite Foresteria - n. 3 baite dove poter pernottare[11];
- Baita Barberis - adibita ad archivio-cineteca nonché sala coworking e multifunzionale[12];

All'interno della Borgata sono inoltre presenti due differenti orti e dal 2021, grazie al Progetto Rinascita Pastorale, è stato riportato un pascolo estivo.
Il recupero di Paraloup ha favorito non solo il restauro architettonico della borgata, ma anche la rivalorizzazione dell’area, dimostrando la sostenibilità economica di un sistema integrato di attività culturale agro-silvo-pastorale e artigiana, che a partire dal suo nucleo centrale si riverbera sull’intero territorio circostante.

### Teatro
Nel 2018 è stato inaugurato un teatro all’aperto.

## Geografia fisica

### Territorio
La borgata si trova nella breve valle di Rittana, tributaria in sinistra idrografica della Stura di Demonte.
È posta a circa 1400 s.l.m. in prossimità dell'Alpe di Rittana.

### Luoghi di interesse naturalistico
Paraloup si trova all’interno di una fitta rete di sentieri e piccole mulattiere che collegano le varie borgate, le stesse che percorrevano i montanari e i partigiani, che oggi sono percorse a piedi, in bici, a cavallo oppure con le ciaspole e sci alpinismo nel periodo invernale.
Le mete più vicine sono l’Alpe di Rittana e il Monte Tajarè. È inoltre presente un Bike Park avente 7 diversi percorsi.
Paraloup fa parte della Rete del Ritorno e della rete Paesaggi della Memoria.